# 中央融和事業協会
財団法人中央融和事業協会（ざいだんほうじんちゅうおうゆうわじぎょうきょうかい、中融協）は、戦前の日本の社会事業団体である。
1920年代に長野県の信濃同仁会、広島県の共鳴会のような地方の融和運動団体が相次いで設立され、また1922年3月に全国水平社が結成されて数年後には労働運動や農民運動との連携を深めていった。こうした中で、日本政府は水平社運動弾圧の方向へ進み、一方で1925年内務省社会局に「同胞相愛の趣旨に則り旧来の陋習を改め国民親和の実を挙」げることを目的とする中央融和事業協会が創設され、融和運動団体の育成･統合と融和事業の拡充を担った。初代会長は平沼騏一郎であった。
1927年7月30日、融和運動団体の帝国公道会および同愛会を吸収合併した。
1930年5月1日財団法人認可。1936年3月、『全国部落調査』を刊行した。
1941年6月、"一億総進軍の急需"にこたえられるよう同和奉公会に改組され、差別解消というよりも被差別部落住民を戦争遂行に動員するための団体となった。1946年3月16日、同和奉公会は解散を決定した。